# Coppa della Palestina 1973
La Coppa della Palestina 1973 (كأس فلسطين 1973) fu la seconda edizione della Coppa della Palestina, competizione calcistica per nazionali organizzata dalla UAFA. La competizione si svolse in Libia dall'11 agosto al 24 agosto 1973 e vide la partecipazione di dieci squadre: Algeria, Egitto, Emirati Arabi Uniti, Iraq, Libia, Palestina, Siria, Tunisia, Yemen del Nord e Yemen del Sud.
La UAFA organizzò questa competizione dal 1972 al 1977 e si giocarono tre edizioni (l'ultima del 1977 fu cancellata). La competizione apparentemente era la sostituta della Coppa araba durante la lunga interruzione che si è avuta tra il 1966 e il 1985, anche se i titoli non vengono conteggiati nell'albo d'oro di quest'ultima.

## Formula
- Qualificazioni

Nessuna fase di qualificazione. Le squadre sono qualificate direttamente alla fase finale.
- Fase finale

Fase a gruppi - 10 squadre, divise in due gruppi da cinque squadre. Giocano partite di sola andata, le prime due classificate si qualificano alle semifinali.
Fase a eliminazione diretta - 4 squadre, giocano partite di sola andata. La vincente si laurea campione UAFA.

## Squadre partecipanti
| Pr. | Squadra             | Data di qualificazione certa | Partecipante in quanto                                         | Partecipazioni precedenti al torneo | Ultima presenza |
| --- | ------------------- | ---------------------------- | -------------------------------------------------------------- | ----------------------------------- | --------------- |
| 1   | Libia               | -                            | Rappresentativa della nazione organizzatrice della fase finale | 1 (1972)                            | Iraq 1972       |
| 2   | Egitto              | -                            | Rappresentativa della nazione detentrice del titolo            | 1 (1972)                            | Iraq 1972       |
| 3   | Algeria             | -                            | Qualificata di diritto                                         | 1 (1972)                            | Iraq 1972       |
| 4   | Emirati Arabi Uniti | -                            | Qualificata di diritto                                         | -                                   | Esordiente      |
| 5   | Iraq                | -                            | Qualificata di diritto                                         | 1 (1972)                            | Iraq 1972       |
| 6   | Palestina           | -                            | Qualificata di diritto                                         | 1 (1972)                            | Iraq 1972       |
| 7   | Siria               | -                            | Qualificata di diritto                                         | 1 (1972)                            | Iraq 1972       |
| 8   | Tunisia             | -                            | Qualificata di diritto                                         | -                                   | Esordiente      |
| 9   | Yemen del Nord      | -                            | Qualificata di diritto                                         | -                                   | Esordiente      |
| 10  | Yemen del Sud       | -                            | Qualificata di diritto                                         | 1 (1972)                            | Iraq 1972       |

Nella sezione "partecipazioni precedenti al torneo", le date in grassetto indicano che la nazione ha vinto quella edizione del torneo, mentre le date in corsivo indicano la nazione ospitante.

## Fase finale

### Fase a gruppi

#### Gruppo A

##### Classifica
| Pos | Squadra        | P.ti | G | V | N | P | GF | GS | DR  |
| --- | -------------- | ---- | - | - | - | - | -- | -- | --- |
| 1   | Tunisia        | 8    | 4 | 4 | 0 | 0 | 13 | 3  | +10 |
| 2   | Siria          | 5    | 4 | 2 | 1 | 1 | 10 | 5  | +5  |
| 3   | Egitto         | 4    | 4 | 2 | 0 | 2 | 6  | 4  | +2  |
| 4   | Palestina      | 3    | 4 | 1 | 1 | 2 | 2  | 6  | -4  |
| 5   | Yemen del Nord | 0    | 4 | 0 | 0 | 4 | 2  | 15 | -13 |

NB: Sono esclusi i gol di tre partite della Palestina.
Tunisia e Siria qualificati alle semifinali.

##### Risultati
| Tripoli 11 agosto 1973 | Siria | – | Palestina | Stadio 11 giugno |

NB: Siria e Palestina pareggiano ma il risultato non è noto.
| Tripoli 12 agosto 1973 | Egitto | 6 – 1 | Yemen del Nord | Stadio 11 giugno |

| Tripoli 13 agosto 1973 | Tunisia | 4 – 1 | Siria | Stadio 11 giugno |

| Tripoli 13 agosto 1973 | Palestina | – | Yemen del Nord | Stadio 11 giugno |

NB: Palestina batte Yemen del Nord ma il risultato non è noto.
| Tripoli 15 agosto 1973 | Tunisia | 1 – 0 | Egitto | Stadio 11 giugno |

| Tripoli 16 agosto 1973 | Siria | 7 – 1 | Yemen del Nord | Stadio 11 giugno |

| Tripoli 16 agosto 1973 | Egitto | – | Palestina | Stadio 11 giugno |

NB: Egitto batte Palestina ma il risultato non è noto.
| Tripoli 19 agosto 1973 | Tunisia | 2 – 0 | Yemen del Nord | Stadio 11 giugno |

| Tripoli 20 agosto 1973 | Siria | 2 – 0 | Egitto | Stadio 11 giugno |

| Tripoli 21 agosto 1973 | Tunisia | 6 – 2 | Palestina | Stadio 11 giugno |

#### Gruppo B

##### Classifica
| Pos | Squadra             | P.ti | G | V | N | P | GF | GS | DR  |
| --- | ------------------- | ---- | - | - | - | - | -- | -- | --- |
| 1   | Algeria             | 7    | 4 | 3 | 1 | 0 | 19 | 1  | +18 |
| 2   | Iraq                | 6    | 4 | 2 | 2 | 0 | 5  | 1  | +4  |
| 3   | Libia               | 4    | 4 | 1 | 2 | 1 | 12 | 4  | +8  |
| 4   | Emirati Arabi Uniti | 2    | 4 | 0 | 2 | 2 | 3  | 7  | -4  |
| 5   | Yemen del Sud       | 1    | 4 | 0 | 1 | 3 | 1  | 27 | -26 |

NB: Sono esclusi i gol della partita Emirati Arabi Uniti-Yemen del Sud.
Algeria e Iraq qualificati alle semifinali.

##### Risultati
| Bengasi 11 agosto 1973 | Libia | 2 – 2 | Emirati Arabi Uniti | Stadio 28 marzo |

| Bengasi 13 agosto 1973 | Iraq | 2 – 0 | Yemen del Sud | Stadio 28 marzo |

| Bengasi 13 agosto 1973 | Algeria | 2 – 0 | Emirati Arabi Uniti | Stadio 28 marzo |

| Bengasi 14 agosto 1973 | Libia | 10 – 0 | Yemen del Sud | Stadio 28 marzo |

| Bengasi 15 agosto 1973 | Algeria | 0 – 0 | Iraq | Stadio 28 marzo |

| Bengasi 16 agosto 1973 | Emirati Arabi Uniti | – | Yemen del Sud | Stadio 28 marzo |

NB: Emirati Arabi Uniti e Yemen del Sud pareggiano ma il risultato non è noto.
| Bengasi 17 agosto 1973 | Algeria | 15 – 1 | Yemen del Sud | Stadio 28 marzo |

| Bengasi 18 agosto 1973 | Libia | 0 – 0 | Iraq | Stadio 28 marzo |

| Bengasi 20 agosto 1973 | Emirati Arabi Uniti | 1 – 3 | Iraq | Stadio 28 marzo |

| Bengasi 21 agosto 1973 | Libia | 0 – 2 | Algeria | Stadio 28 marzo |

### Fase a eliminazione diretta

#### Tabellone
|  | Semifinali | Semifinali | Semifinali |       |         | Finale          | Finale          | Finale          |  |
|  |            |            |            |       |         |                 |                 |                 |  |
|  | Tunisia    | Tunisia    | 2          |       |         |                 |                 |                 |  |
|  | Tunisia    | Tunisia    | 2          |       |         |                 |                 |                 |  |
|  | Iraq       | Iraq       | 0          |       |         |                 |                 |                 |  |
|  | Iraq       | Iraq       | 0          |       | Tunisia | Tunisia         | 4               |                 |  |
|  |            |            |            |       | Tunisia | Tunisia         | 4               |                 |  |
|  |            |            | Siria      | Siria | 0       |                 |                 |                 |  |
|  | Algeria    | Algeria    | Siria      | Siria | 0       | 0 (5)           |                 |                 |  |
|  | Algeria    | Algeria    |            |       |         | 0 (5)           |                 |                 |  |
|  | Siria      | Siria      | 0 (6)      |       |         | Finale 3º posto | Finale 3º posto | Finale 3º posto |  |
|  | Siria      | Siria      | 0 (6)      |       |         |                 |                 |                 |  |
|  |            |            |            |       |         |                 |                 |                 |  |
|  |            |            |            |       |         | Algeria         | Algeria         | 0 (3)           |  |
|  |            |            |            |       |         | Algeria         | Algeria         | 0 (3)           |  |
|  |            |            |            |       |         | Iraq            | Iraq            | 0 (0)           |  |

#### Semifinali
| Tripoli 23 agosto 1973 | Tunisia | 2 – 0 | Iraq | Stadio 11 giugno |

| Bengasi 23 agosto 1973                       | Algeria              | 0 – 0 (d.t.s.) | Siria | Stadio 28 marzo |
| \| \| \| \| \| \| Tiri di rigore 5 – 6 \| \| |                      |                |       |                 |
|                                              |                      |                |       |                 |
|                                              | Tiri di rigore 5 – 6 |                |       |                 |

#### Finale 3º posto
| Tripoli 25 agosto 1973                       | Algeria              | 0 – 0 (d.t.s.) | Iraq | Stadio 11 giugno |
| \| \| \| \| \| \| Tiri di rigore 3 – 0 \| \| |                      |                |      |                  |
|                                              |                      |                |      |                  |
|                                              | Tiri di rigore 3 – 0 |                |      |                  |

#### Finale
| Tripoli 26 agosto 1973 | Tunisia | 4 – 0 | Siria | Stadio 11 giugno |